# Moisés y los Diez Mandamientos
Moisés y los Diez Mandamientos (título original: Os Dez Mandamentos) es una telenovela brasileña  emitida por RecordTV entre el 23 de marzo de 2015 al 4 de julio de 2016 en 242 capítulos, reemplazando a Vitória y siendo sucedida por A Terra Prometida. Consistió de dos temporadas: la primera del 23 de marzo al 23 de noviembre de 2015 en 176 capítulos y la segunda del 4 de abril al 4 de julio de 2016 en 66 capítulos. Fue la 24.ª telenovela exhibida por la cadena desde la reanudación de la dramaturgia en 2004. Escrita por Vivian de Oliveira, con la colaboración de texto de Altenir Silva, Joaquim Assis, Maria Cláudia Oliveira y Paula Richard en la primera temporada, y Alexandre Teixeira, Emilio Boechat, Gabriel Carneiro y Joaquim Assis en el segundo, bajo la dirección general de Alexandre Avancini. Si bien la primera temporada fue producida en su totalidad por la cadena, la segunda fue coproducida por Casablanca.
Protagonizada por Guilherme Winter y Giselle Itié, con las participaciones antagónicas de Sérgio Marone, Camila Rodrigues, Zé Carlos Machado, Bastián Dourado, Adriana Garambone, Heitor Martínez, Kiko Pissolato, Dudu Azevedo, Leonardo Vieira y Sidney Sampião.

## Trama (primera temporada)
La historia comienza en la ciudad de Pi-Ramsés, en Egipto, aproximadamente en el año 1300 a. C., cuando el poderoso faraón Seti I (Zé Carlos Machado) manda a asesinar a todos los recién nacidos de sexo masculino de las familias hebreas. Un matrimonio hebreo, compuesto por Amram y Jocabed y sus hijos Miriam y Aaron, desafía la orden del faraón y esconde a su hijo, Moisés, de tres meses en un canasto que flota por el río Nilo, confiando en que Dios lo llevaría a un lugar seguro.
El canasto lleva al bebé hasta las manos de la princesa Henutmire (Mel Lisboa), quien se conmueve ante la imagen del niño huérfano y decide adoptarlo. Moisés (Guilherme Winter) se cría como un verdadero príncipe egipcio junto con Ramsés II (Sérgio Marone) y Nefertari (Camila Rodrigues), quien cautiva a ambos hombres.
Con el tiempo, ambos príncipes se ven enfrentados al tratar de conquistar a Nefertari, hija de la malvada Yunet (Adriana Garambone) quien, tras años de ser la amante del general Disebek (Eduardo Lago), decide eliminar cualquier obstáculo que impida a su hija casarse con Ramsés (Sérgio Marone) y convertirse en Reina. Sin embargo, Nefertari se enamora de Moisés quien, al descubrir sus verdaderos orígenes, comienza a acercarse a su pueblo, terminando por reencontrarse con sus padres hebreos. Al saber esto, Moisés y Nefertari tienen varias discusiones de pareja respecto a este tema. Nefertari le pide a Moisés que se olvide de su familia para siempre y que sigan los planes de compromiso (pues eran novios). Pero Moisés al ver como su familia sufre decide romper su compromiso dejándole el camino libre a Ramsés.
Moisés, al descubrir cómo un oficial egipcio castigaba a latigazos a un esclavo hebreo, saca su espada y lo mata, salvando la vida del esclavo quien le confirma que es su hermano Aarón. (Petronio Gontijo).
Esta muerte es descubierta por el rey Seti I, quien ordena la captura de Moisés. El príncipe logra huir gracias a su madre egipcia y a Ramsés.
Con los años, mientras Moisés va en busca de una oveja, llega a la cima de un monte donde Dios se le manifiesta a través de una zarza ardiente. Dios le señala a Moisés que deberá volver con los esclavos hebreos para liberarlos y dirigirlos a la tierra prometida de Canaán.
Tras varios días de camino en el desierto, se reencuentra con su hermano Aarón y juntos retornan a Egipto, donde se inicia la lucha por la liberación de los hebreos.
Moisés y Aarón luego de reencontrarse con sus familiares y tras convertir un callado en serpiente y mostrar una mano leprosa convence a los hebreos. Pero Core un primo de Moisés que no tenía fe además de ser negativo pensaba que su primo solo hizo trucos. Después los dos hermanos irían a ver a Ramsés que se negaría a liberar a los hebreos así que Dios mandaría las diez plagas la cual comienza con la conversión de toda el agua de los egipcios en sangre durante 7 días, pero Ramsés no quiere librar a los hebreos; seguida de la siguiente invasión de Ranas, invasión de piojos, invasión de moscas, peste del ganado, úlceras, lluvia de fuego y granizo, invasión de langostas, oscuridad y la muerte al primogénito.
Ramsés liberaría a los hebreos después de todas las plagas y esto haría que Core tenga fe. Pero luego Nefertari enojada con Ramsés por permitir que su hijo muriera le diría que matase a los hebreos y cuando Ramsés con todo su ejército iría a atacar a los hebreos estos serían derrotados por Dios ya que su ejército moriría ahogado y Ramsés el único sobreviviente junto con una carroza y 2 caballos regresaría a Egipto y haría las paces con su esposa Nefertari para reconstruir Egipto.
Moisés, Aarón, Jocabed, Core, Miriam y los demás hebreos seguirían su viaje a Canaán y en su camino sufrirían una emboscada de los amalequitas en donde un soldado amalequita hirió de muerte a la esposa de Aarón (Eliseba) luego estos los saquearían a los hebreos y escaparían.
Los hebreos junto con Oseías hijo adoptivo de Aarón y Eliseba tras una batalla con la ayuda de Dios y Moisés con las manos levantadas conseguirían derrotar a los amalequitas pero Eliseba luego moriría dejando a Aarón en depresión.
Moisés se rencontraría con Zipora y sus 2 hijos además de Jetro quien aconsejaría a Moisés y Aarón en depresión luego se despediría dejando a Zipora y sus hijas con los hebreos.
Dios le entregaría a Moisés los 10 mandamientos pero le dirían a Aaron que les hagan un dios para decirles que sea un becerro de oro y Aarón aceptaría y Josué le diría a Moisés lo del becerro y Moisés enojado al ver como los hebreos adorarían al becerro de oro y bailaban haciendo fiesta destruiría los mandamientos y el becerro de oro; luego Dios le entregaría otros 10 mandamientos y Aarón arrepentido junto con Moisés, Josué, Miriam, Jocabed, Core y los demás hebreos seguirían su camino hacia Canaán.

## Reparto

### Primera temporada

#### Protagonistas
- Guilherme Winter/Pedro Pupak/Enzo Simi como Moisés, «El libertador de los hebreos», expríncipe de Egipto, hijo adoptivo de Disebek y Henutmire, biológico de Amram y Jocabed, hermano de Míriam y Aarón, exnovio de Nefertari, esposo de Zípora y padre de Gerson y Elíezer.
- Sérgio Marone/Carlos Augusto Salles/Edu Pinheiro como Ramsés II Rey de Egipto, esposo de Nefertari, padre de Amenhotep, hijo de Seti I y Tuya y hermano de Henutmire. Antagonista principal (3ra. Fase)
- Camila Rodrigues/Giovanna Maluf como Nefertari, Reina de Egipto, Gran Esposa Real de Ramsés, madre de Amenhotep, exnovia de Moisés, hija de Yunet, adoptiva de Paser y biológica de Disebek. Antagonista secundaria (3ra. Fase)
- Petronio Gontijo/Kadu Schons como Aarón, hermano de Moisés y Miriam, hijo de Amram y Jocabed, viudo de Eliseba, padre de Nadabe, Abiú, Eleazar, Itamar y adoptivo de Oseías y posteriormente sumo sacerdote del pueblo hebreo.
- Denise Del Vecchio/Samara Felippo como Jocabed, matriarca del pueblo hebreo, viuda de Amram y madre de Moisés, Miriam y Aarón.
- Larissa Maciel/Isabella Koppel/Ariela Massotti como Míriam, hermana mayor de Moisés y Aarón, hija de Amram y Jocabed y amiga de Leila y Abigail.
- Paulo Gorgulho/Roger Gobeth como Amram, patriarca del pueblo hebreo, esposo de Jocabed y padre de Moisés, Miriam y Aarón. †
- Giselle Itié como Zipóra, esposa de Moisés, madre de Gerson y Eliézer, hija mayor de Jetro, pastora de ovejas y hermana mayor de Adira, Betania, Jerusa, Ada, Damarina y Jaque.
- Sidney Sampaio como Oseías/Josué, hijo adoptivo de Aarón y Eliseba, biológico de Num y Amalia y esposo de Ana.
- Vera Zimmerman/Mel Lisboa como Henutmire, madre adoptiva de Moisés, hermana de Ramsés, viuda de Disebek, cuñada de Nefertari, tía de Amenhotep e hija de Seti I y Tuya. Princesa Imperial de Egipto. †
- Adriana Garambone/Day Mesquita como Yunet, madre de Nefertari, esposa de Paser, ex Dama de confianza de la princesa Henutmire, examante de Bennu, Disebek, Seti I y Bakenmut, ex aliada de Coré y suegra de Ramsés. Antagonista principal (1.ª y 2.ª Fase) y Antagonista Secundario (3ra. Fase). †
- Gabriela Durlo como Eliseba, esposa de Aarón, cuñada de Moises y de Míriam, nuera de Jocabed, madre de Nadabe, Abiú, Eleazar, Itamar y adoptiva de Oseías. †
- Giuseppe Oristanio como Paser, padre adoptivo de Nefertari, esposo de Yunet y sumo sacerdote de Egipto. †
- Zé Carlos Machado como Seti, Rey de Egipto, padre de Henutmire y Ramsés, esposo de Tuya y Nayla y suegro de Disebek. †
- Angelina Muniz como Tuya, ex Reina de Egipto, viuda del Rey Seti I, Madre de la princesa Henutmire y Ramsés, exadministradora y jefa del harén y suegra de Disebek. †
- Eduardo Lago/Daniel Aguiar como Disebek, ex General del ejército egipcio, esposo de Henutmire, examante de Yunet, padre adoptivo de Moisés y biológico de Nefertari. (sin saber) †
- Lisandra Souto/Marina Moschen como Amalia, esposa de Num, amiga de Jocabed y madre biológica de Oseías. †
- Licurgo Spinola/Vicente Tuchinski como Num, exjefe hebreo de la obra, padre biológico de Oseías y amigo de Aarón, Isabel y Amram. †
- Juliana Didone como Leila, esposa de Uri, madre de Bezalel, suegra de Deborah, hermana de Abigail, Dama de confianza de la princesa Henutmire, cuñada de Zelofehad y nuera de Hur.
- Rafael Sardão como Uri, hebreo sin fe ,esposo de Leila, padre de Bezalel, hijo de Hur, suegro de Deborah y joyero del rey. †
- Heitor Martínez como Apuki, Jefe y oficial de la obra, esposo de Judith y padre de Ana y Jairo. Antagonista Secundario. †
- Floriano Peixoto como Hur, ex Joyero del rey, padre de Uri, abuelo de Bezalel, suegro de Leila y enamorado de la princesa Henutmire.
- Nanda Ziegler como Judith, esposa de Apuki, madre de Ana y Jairo y ex criada de Meketre y Taís. †
- Renato Livera como Simut, Ex Sacerdote egipcio, ex ayudante de Paser y estaba enamorado de Karoma.

#### Recurrentes
- Victor Pecoraro como Ikeni, esposo de Karoma, soldado egipcio y padre de Pepy. †
- Roberta Santiago como Karoma, viuda de Ikeni, madre de Pepy y Dama de confianza de la Reina Nefertari.
- Aisha Jambo como Radina, exprincesa de Nubia, hermana de Jahí, sobrina de Nayla y Dama de confianza de la Reina Nefertari.
- Kiko Pissolato como Baquenmut, general del ejército egipcio y examante de Yunet. †
- Maria Ceiça como Nayla, concubina del harén, princesa de Nubia, segunda viuda del rey Seti I y tía de Jahí y Radina. †
- Fernando Sampaio como Gahiji, cocinero en jefe del rey y padre de Chibale.
- Bárbara França como Maya, prometida de Ramsés e hija del sumo sacerdote de Uaset. †
- Felipe Cardoso como Zelofehad, constructor, amigo de Eldade, esposo de Abigail, cuñado de Leila y tío de Deborah, Bezalel y Oliabe.
- Bianka Fernandes como Abigail, esposa de Zelofehad, hermana de Leila, cuñado de Uri y tía de Bezalel, Deborah y Oliabe.
- Paulo Reis como Eldade, patriarca de la obra y amigo de Zelofehad y de Amram.
- Jùlio Oliveira como Chibale, Hijo de Gahiji y cocinero del rey.
- Paulo Figueiredo como Jetro, padre de Zípora, Adira, Betania, Jerusa, Ada, Damarina y Jaque, suegro de Moisés y Menahem y abuelo de Gersón y Elíezer.
- Rayana Carvalho como Adira, hija de Jetro, hermana de Zípora, Betania, Jerusa, Ada, Damarina y Jaque, esposa de Menahem,  madre de Abner y Raya,  cuñada de Moisés y Aníbal y nuera de Baruk
- Jorge Pontual como Menahem, yerno de Jetro, hijo de Baruk, hermano de Aníbal, padre de Abner y Raya y esposo de Adira. †
- Marcela Barrozo como Betania, hija de Jetro, hermana de Zípora, Adira, Jerusa, Ada, Damarina y Jaque y ex sacerdotisa de Aserá.
- Thaís Müller como Jerusa, hija de Jetro, hermana de Zípora, Adira, Betania, Ada, Damarina y Jaque y pastora de ovejas.
- Camila Santanioni como Ada, hija de Jetro, hermana de Zípora, Adira, Betania, Jerusa, Damarina y Jaque y cómplice de Betania
- Talita Younan como Damarina, hija de Jetro, hermana de Zípora, Adira, Betania, Jerusa, Ada y Jaque y pastora de ovejas.
- Rafaela Sampaio como Jaque, hija de Jetro, hermana menor de Zípora, Adira, Betania, Jerusa, Ada y Damarina, musical y Odia a Betania a veces
- Bemvindo Sequeira como Baruk, padre de Aníbal y Menahem, antiguo enemigo de Jetro y suegro de Adira.
- Thierry Figueira como Aníbal, hermano de Menahem, hijo de Baruk y cuñado de Adira.
- Marco Antônio Giménez como Nadabe, hijo mayor de Aarón y Eliseba y hermano de Abiú, Eleazar, Itamar y Oseías. †
- Daniel Siwek como Abiú, segundo hijo de Aarón y Eliseba y hermano de Nadabe, Eleazar, Itamar y Oseías. †
- Bernardo Velasco como Eleazar, tercer hijo de Aarón y Eliseba, hermano de Nadabe, Abiú, Itamar y Oseías, esposo de Inés y padre de Fineas.
- Henrique Gottardo como Itamar, hijo menor de Aarón y Eliseba, hermano de Nadabe, Abiú, Eleazar y Oseías.
- Fernanda Nizzato como Teti, ex prometida de Ramsés.
- Rodrigo Vidigal como Caleb, mejor amigo de Oseías.
- Igor Cosso como Bezalel, hijo de Leila y Uri, nieto de Hur, ex Joyero del rey, esposo de Deborah y cuñado de Oliabe.
- Brendha Haddad como Inés, esposa de Eleazar, madre de Fineas y nuera de Aarón y Eliseba.
- Pérola Faria como Deborah, sobrina de Zelofehad y Abigail, hermana de Oliabe, esposa de Bezalel y nuera de Uri y Leila.
- Tammy di Calafiori como Ana, hija de Apuki y Judith, hermana de Jairo, esposa de Oseías/Josué, ex Dama de confianza de Nefertari y ex criada de Meketre y Taís.
- Erich Pelitz como Jairo, hijo de Apuki y Judith, hermano de Ana y oficial de la obra. †
- José Victor Pires como Amenhotep, príncipe heredero de Egipto, hijo de Ramsés y Nefertari, sobrino de Henutmire y nieto de Paser y Yunet. †
- Binho Beltrão como Oliabe, sobrino de Zelofehad y Abigail, hermano de Deborah y cuñado de Bezalel.
- Íttalo Paixão como Pepy, hijo de Ikeni y Karoma.
- Luciano Szafir como Meketre, noble y comerciante egipcio, amigo de la familia real, esposo de Taís, examante de Karen y padre de Hori, Meryt y Bak.
- Babi Xavier como Taís, noble egipcia, esposa de Meketre y madre de Hori y Meryt y adoptiva de Bak.
- Kauã Torres como Hori, hijo de Taís y Meketre y hermano de Meryt y Bak.
- Nikki Meneghel como Meryt, hija de Taís y Meketre y hermana de Hori y Bak.
- Matheus Lustosa como Bak, Hijo de Karen y bastardo de Meketre y hermano de Hori y Meryt.
- Gustavo Henzel como Gerson, Hijo mayor de Moisés y Zípora, hermano de Eliézer y nieto de Amram, Jocabed y Jetro.
- Luiz Eduardo Oliveira como Eliézer, Hijo menor de Moisés y Zípora, hermano de Gerson y nieto de Amram, Jocabed y Jetro.
- Pietro Buannafina como Fineas, Hijo de Eleazar e Inés, sobrino de Nadabe, Abiú, Itamar y Oseías, nieto de Aarón y Eliseba y bisnieto de Jocabed.
- Jennifer Setti como Safira, esposa de Datán, hermana de Bina, cuñada de Core y Abiram, tía de Assir y Elcana y exbailarina de la casa de Zenet.
- Carlos Bonow como Ahmós, Dueño y administrador de la casa de Zenet.
- Vitor Hugo como Coré, Jefe hebreo de la obra, primo de Moisés, Aarón y Miriam, ex cómplice de Yunet, cuñado de Safira, esposo de Bina y padre de Assir y Elcana.
- Leonardo Braga como Assir, Hijo de Coré y Bina, hermano de Elcana y sobrino de Safira y Datán.
- João Pedro Franco como Elcana, Hijo de Coré y Bina, hermano de Assir y sobrino de Safira y Datán.
- Bruno Padilha como Datán, cómplice de Core, hermano de Abiram, esposo de Safira y tío de Assir y Elcana.
- Sandro Rocha como Abiram, cómplice de Coré, hermano de Datán y cuñado de Safira.
- Katia Moraes como Bina, esposa de Coré, hermana de Safira, cuñada de Datán y madre de Assir y Elcana.
- Anita Amizo como Karen, madre de Bak, examante de Meketre y exbailarina de la casa de Zenet. †
- Ana Paula Lima como Isabel, viuda de Neas, amiga de Aarón y Num y bailarina de la casa de Zenet. †
- Daniel Satti como Panahasi, oficial egipcio, asesinado por Moisés. †
- Rocco Pitanga como Jahí, príncipe y guerrero de Nubia, hermano de Radina y sobrino de Nayla. †
- Adriano Petermann como Janes, hechicero egipcio. †
- William Vita como Jambres, hechicero egipcio. †
- Raymundo de Souza como Nabor, madianita que acoge a Moisés y su familia camino a Egipto, esposo de Joana y padre de Johana y Terro. †
- Andréa Avancini como Joana, madianita que acoge a Moisés y su familia camino a Egipto, esposa de Nabor y madre de Johana y Terro. †
- Stella Freitas como Sifrá, partera de Moisés.
- Valéria Alencar como Puá, partera de Moisés
- Iran Malfitano como Bennu, dueño de la casa de Zenet. †
- Milhem Cortaz como Bomani, soldado y oficial egipcio
- Bárbara Quercetti como Anippe, bailarina del aren y una de las amantes de Disebek.

### Segunda temporada

#### Protagonistas
- Guilherme Winter como Moisés, mensajero y profeta de Dios, líder de los Hebreos. †
- Giselle Itié como Zípora, esposa de Moisés, hija mayor de Jetro, pastora de ovejas. †
- Petrônio Gontijo como Aarón, hermano de Moisés, sumo sacerdote de los hebreos, esposo de Joana y viudo de Eliseba. †
- Larissa Maciel como Míriam, hermana mayor de Moisés y Aarón, esposa de Hur. †
- Denise Del Vecchio como Jocabed, amada matriarca del pueblo hebreo, viuda de Amram, madre de Moisés, Miriam y Aarón. †
- Juliana Didone como Leila, madre de Bezalel y Baraquías, vuida de Uri, esposa de Gahiji, ex sierva de Orén.
- Sidney Sampaio como Oseías/Josué, hijo adoptivo de Aarón y Eliseba, hombre de confianza de Moisés, viudo de Ana.
- Rayana Carvalho como Adira, hermana de Zípora, viuda de Menahem, ex esclava amorrea, esposa de Orén, madre de Raya, Abner y Ezequiel
- Marcela Barrozo como Betania, hermana de Zípora, segunda esposa del Rey Balac, enamorada de Zur, madre de Tálita y Cozbi.
- Francisca Queiroz como Elda, reina de Moab, hermana de Zur, enemiga de los hebreos. Villana principal. †
- Daniel Alvim como Balac, rey de Moab, esposo de Elda y Betania, enemigo de los hebreos. Villano principal. †
- Vítor Hugo como Coré, primo y enemigo de Moisés, informante de los reyes de Moab, aliado de Zur. †
- Leonardo Vieira como Balaam, hechicero de Moab, padre de Tálita. †
- Dudu Azevedo como Zur, príncipe y general de Moab, hermano de Elda, enamorado de Betania, esposo de Aviva, sucesor de Balac. †
- Tammy di Calafiori como Ana, hija de Apuki y Judith, esposa de Josué. †
- Fernando Sampaio como Gahiji, excocinero de Egipto, padre de Chibale y Baraquías, esposo de Leila.

#### Recurrentes
- Paulo Figueiredo como Jetro, padre de Zípora y sus seis hermanas. †
- Rodrigo Vidigal/Milhem Cortaz como Caleb, mejor amigo de Oseías/Josué, hermano de Quenáz, esposo de Noemí, padre de Iru y Acsa
- Bruno Ahmed como Quenáz, hermano de Caleb, viudo de Yarín.
- Aisha Jambo como Radina, exdama de Nefertari, princesa nubia.
- Paulo Reis como Eldade, amigo de la familia de Moisés y mejor amigo de Zelofehad, esposo de Safira, padre adoptivo de Ilán.
- Rayanne Morais como Joana, hebrea molesta con Dios, huérfana, esposa de Aarón.
- Floriano Peixoto como Hur, ex joyero del Rey, viudo de Henutmire, esposo de Miriam.†
- Renato Livera como Simut, exayudante de Paser, esposo de Jerusa, padre de Jetro y Paser.
- Felipe Cardoso como Zelofehad, esposo de Abigaíl, padre de Macla, Noah, Tirsa, Milca y Hogla mejor amigo de Eldade.†
- Bianka Fernandes como Abigail, hermana de Leila, esposa de Zelofehad, madre de Macla, Noah, Tirsa, Milca y Hugla.†
- Jùlio Olivieira como Chibale, hijo de Gahiji, enamorado de Aija, cocinero.
- Jorge Pontual como Menahem, yerno de Jetro, esposo de Adira, padre de Abner y Raya †
- Thaís Müller como Jerusa, hermana de Zípora, esposa de Simut, madre de Jetro y Paser.
- Camila Santanioni como Ada, hermana de Zípora, segunda esposa de Datán, madre biológica de Ilán. †
- Talita Younan como Damarina, hermana de Zípora, enamorada de Nadabe.
- Fran Maya como Jaque, hermana menor de Zípora, ex prometida de Zur, esposa de Oliabe y madre de Mateo.
- Paulo Vilela como Natán, siervo de Jetro y su familia, esposo de Sarah.
- Arthur Morais como Abner, hijo de Menahem y Adira, hermano de Raya.
- Nicole Orsini como Raya, hija de Menahem y Adira, hermana de Abner.
- Marco Antônio Giménez como Nadabe, hijo mayor de Aarón y Eliseba, enamorado de Damarina, sacerdote. †
- Daniel Siwek como Abiú, segundo hijo de Aarón y Eliseba, enamorado de Joana, sacerdote. †
- Bernardo Velasco como Eleazar, tercer hijo de Aarón y Eliseba, padre de Fineas, esposo de Inés, sacerdote y sumo sacerdote.
- Henrique Gottardo como Itamar, hijo menor de Aarón y Eliseba, sacerdote.
- Jessika Alves como Noemí, amiga de Joana, Yarín y Ana, esposa de Caleb.
- Anna Rita Cerqueira como Yarín, amiga de Joana, Noemí y Ana, esposa de Quenáz.†
- Igor Cosso como Bezalel, hijo de Leila y Uri, ex-joyero del rey, esposo de Débora, padre de Eli y Rebecca.
- Brendha Haddad como Inés, esposa de Eleazar, madre de Fineas.
- Pérola Faria como Deborah, sobrina de Zelofehad, esposa de Bezalel, madre de Eli y Rebecca.
- Fabio Beltrão como Oliabe, sobrino de Zelofehad, hermano de Deborah, esposo de Jaque y padre de Mateo.
- Gustavo Henzel como Gerson, hijo mayor de Moisés y Zípora.
- Luiz Eduardo Oliveira como Eliézer, hijo menor de Moisés y Zípora.
- Pietro Buannafina como Fineas, hijo de Eleazar e Inés.
- Jennifer Setti como Safira, viuda de Datán, hermana de Bina, esposa de Eldade, madre adoptiva de Ilán.
- Katia Moraes como Bina, esposa de Coré, hermana de Safira, madre Assir y Elcana. †
- Bruno Padilha como Datán, cómplice de Coré, hermano de Abiram, esposo de Safira y Ada, padre biológico de Ilán. †
- Sandro Rocha como Abiram, cómplice de Coré, hermano de Datán, esposo de Libna, padre de Tales y Dumá. †
- ? como Jonás, líder de los Ceneos, con quienes llegaron Quenáz, Libna, Tales y Dumá.
- Talita Castro como Libna, esposa de Abiram, madre de Tales y Dumá. †
- Danilo Mesquita como Tales, hijo de Abiram y Libna, hermano de Dumá, enamorado de Yarín. †
- Bia Braga como Dumá, hija de Abiram y Libna, hermana de Tales. †
- Leonardo Braga como Assir, hijo de Coré y Bina.
- João Pedro Franco como Elcana, hijo de Coré y Bina.
- Carolina Chalita como Tanya, dama de confianza de la reina Elda, enamorada de Zur. †
- Brenda Sabryna como Emma, dama de confianza y amiga de Betania.
- Ricardo Pavão como Sehón, rey de los amorreos. †
- Alexandre Barros como Orén, general del ejército amorreo, marido de Adira.
- Monalisa Eleno como Siloé, sierva del general Orén, esposa de Lemuel, madre adoptiva de Baraquías. †
- Ricardo Vandré como Lemuel, siervo del general Orén, esposo de Siloé, padre adoptivo de Baraquías. †
- Nina de Pádua como Dorcas, amorrea, esposa de Rishon, ex dueña de Adira. †
- Ray Erlich como Tálita, ex sierva de Rishon y Dorcas, hija biológica de Betania y Balaam.
- Roney Villela como Rishon, comerciante amorreo, esposo de Dorcas, exdueño de Adira, Leila y Tálita. †
- Keff Oliveira como Jair, ayudante de Rishon en su puesto de telas, enamorado de Tálita.
- Carolina Bezerra como Aija, dama de confianza de la princesa Radina, enamorada de Chibale.
- Robson Santos como Abukar, hombre de confianza del padre de Radina.
- Hylka Maria como Aviva, princesa madianita, esposa de Zur.
- Marisol Ribeiro como Acsa, hija de Caleb y Noemí, hermana de Iru.
- Guilherme Boury como Iru, hijo de Caleb y Noemí, hermano de Acsa.
- Zeca Carvalho como Quenaz, hermano de Caleb, padre de Otniel.
- Roberto Malvão como Eli, hijo de Bezalel y Deborah, hermano de Rebecca.
- Helena Labri como Rebecca, hija de Bezalel y Deborah, hermana de Eli.
- Rafael Queiroz como Fineas, hijo de Eleazar e Inés, sacerdote.
- Antônio Pina como Gerson, hijo de Moisés y Zipora, hermano de Eliézer, levita.
- Rafael D'Ávila como Eliézer, hijo de Moisés y Zipora, hermano de Gerson, levita.
- Nívea Stelmann como Noemí, esposa de Caleb, madre de Acsa e Iru.
- Raymundo de Souza como Quemuel, líder de la tribu de Efraín.
- Leonardo Miggiorin como Otniel, hijo de Quenaz y Yarín.
- Thiago Ciccarino como Abner, hijo de Menahem y Adira, hermano de Raya.
- Isabel Cavalcanti como Raya, hija de Menahem y Adira, hermana de Abner.
- Cláudio García como Baraquías, hijo adoptivo de Lemuel y Siloé, biológico de Gahiji y Leila.
- Rohan Baruck como Ezequiel, hijo de Orén y Adira, soldado amorreo.
- Érica Ribas como Cozby, princesa de Moab, hija de Zur y Betania, hija adoptiva de Balac, primera sacerdotisa de Aserá. †
- Anna Sant Ana como Macla, hija mayor de Zelofehad y Abigail.
- Giselle Tucunduva como Tirsa, segunda hija de Zelofehad y Abigail.
- Luana Ribeiro como Noah, tercera hija de Zelofehad y Abigail.
- Gabriela Gonçalves como Milca, cuarta hija de Zelofehad y Abigail.
- Monique Rocha como Hogla, hija menor de Zelofehad y Abigail.
- Daniel Granieri como Assir, hijo de Coré y Bina, adoptivo de Aarón, hermano de Elcana, levita.
- Arthur Monteiro como Elcana, hijo de Coré y Bina, adoptivo de Aarón, hermano de Assir, levita.
- Luiz Lobo como Ariel, esposo de Damarina.
- Adriano Vilas Bôas como Benzi.
- Nathália Tavares como Raquel.
- Rodrigo Cirne como Ilán, hijo de Datán y Ada, adoptivo de Eldade y Safira.
- Samia Abreu como Eva, hija de Jair y Tálita, tejedora y comerciante.
- Dani Caldeira como Emma, dama de confianza y amiga de Betania.
- ? como Cloe, hija de Raya, hermana de Doran, sobrina de Abner y Ezequiel, y nieta de Adira.
- ? como Doran, hijo de Raya, hermano de Cloe, sobrino de Abner y Ezequiel, y nieto de Adira.
- Daniel de Assis Trindade como Mateo, hijo de Oliabe y Jaque.
- Felipe Sobral como Jetro, hijo de Simut y Jerusa, hermano gemelo de Paser.
- André Sobral como Paser, hijo de Simut y Jerusa, hermano gemelo de Jetro.
- Carla Guapyassu como Sarah, esposa de Natán y madre de sus hijos, que a su vez tuvieron hijos haciéndolos abuelos.

## Temporadas

### 1.ª temporada, subdividida en tres fases
- Primera fase: Muestra el nacimiento e infancia de Moisés, y sus circunstancias.
- Segunda fase: Adultez de Moisés, contemplando todos los sucesos hasta llegar a su exilio en Madián.
- Tercera fase: Se evidencia una adultez avanzada del líder hebreo. Es en esta fase donde se trata la liberación del pueblo hebreo (el retorno de Moisés a Egipto, las plagas, la apertura del Mar Rojo), culminando con la entrega de los Diez Mandamientos por parte de Dios y la adoración al becerro de oro.

### 2.ª temporada, subdividida en dos fases
- Primera fase: Muestra los acontecimientos que siguen al evento del becerro de oro (entre ellos, la construcción del Tabernáculo, llegando hasta la rebelión de Coré.)
- Fase final: Luego de cuarenta años vagando en el desierto, llega el momento de conquistar Canaán.

| Temporada | Temporada | Episodios | Rango de episodios | Emisión original    | Emisión original        |
| Temporada | Temporada | Episodios | Rango de episodios | Inicio              | Final                   |
| --------- | --------- | --------- | ------------------ | ------------------- | ----------------------- |
|           | 1         | 176       | 1 - 176            | 23 de marzo de 2015 | 23 de noviembre de 2015 |
|           | 2         | 66        | 177 - 242          | 4 de abril de 2016  | 4 de julio de 2016      |

## Producción
La expectativa inicial era de 150 capítulos, con grabaciones exteriores en el desierto de Atacama en Chile, así como grabaciones en Guarapuava, Paraná. Algunos de los efectos especiales son producidos por un estudio en Hollywood. Considerada como la producción más cara de la historia de la estación, tiene un costo estimado de R$ 700.000 por capítulo. Se construyeron 28 escenarios y una ciudad escenográfica con más de 7000 metros cuadrados, en donde se reproducen las ciudades de los hebreos y egipcios. Si bien la primera temporada fue producida en su totalidad por la cadena, la segunda fue coproducida por Casablanca.